# Germano Wendhausen
Germano Wendhausen (Desterro, 12 de março de 1853 – Florianópolis, 22 de maio de 1930) foi um político brasileiro.

## Vida
Filho dos imigrantes alemães Henrique Wendhausen e de Maria Eva Gesser Wendhausen.
Foi deputado à Assembleia Legislativa Provincial de Santa Catarina na 27ª legislatura (1888 — 1889).
Sepultado no Cemitério do Hospital de Caridade de Florianópolis.